# Tadao Horie
Tadao Horie (堀江 忠男 Horie Tadao?) (13 de septiembre de 1913-29 de marzo de 2003) fue un jugador de fútbol japonés y director.

## Biografía
Horie nació en Shizuoka. Jugó para Waseda WMW y fue parte de la Selección de fútbol de Japón para los Juegos Olímpicos de Berlín en 1936
Desde 1987 a 1993, sirvió como director del Ohtsuki City College.
Murió en Tokio el 29 de marzo de 2003 de neumonía.

## Estadística de la selección
| Japón equipo nacional | Japón equipo nacional | Japón equipo nacional |
| Año                   | Partidos              | Goles                 |
| --------------------- | --------------------- | --------------------- |
| 1934                  | 2                     | 0                     |
| 1935                  | 0                     | 0                     |
| 1936                  | 1                     | 0                     |
| Total                 | 3                     | 0                     |